# Выстрел на перевале Караш
«Выстрел на перевале Караш» — советский художественный фильм совместного производства Киргизфильм и Казахфильм, созданный кинорежиссёром Болотбеком Шамшиевым в 1968 году.
Экранизация повести классика казахской литературы Мухтара Ауэзова «Событие на Кара-Караш» (в русском переводе «Выстрел на перевале»).
Премьера фильма состоялась 8 декабря 1969 года.

## Сюжет
Действие фильма разворачивается в начале XX века в Киргизии в условиях постоянной вражды между отдельными группами населения. Житель высокогорного селения бедняк Бахтыгул преданно служит своему хозяину мирзе Жарасбаю, который использует его в своих целях, как пешку в чужой игре. По приказу Жарасбая Бахтыгул угоняет табуны бая Сарсена, с которым его хозяин враждует. Из-за интриг и предательства главный герой попадает в тюрьму, откуда вскоре бежит и возвращается в родные места, чтобы отомстить и расправиться со своим обидчиком и «кровником» Жарасбаем на перевале Караш.

## В ролях
- Суйменкул Чокморов — Бахтыгул, бедняк-мститель (дублировал Владимир Ферапонтов)
- Советбек Джумадылов — мирза Жарасбай (дублировал Владимир Балашов)
- Виктор Уральский — Фёдор (дублировал Юрий Саранцев)
- Муратбек Рыскулов — Сарсен (дублировал — К.Николаев)
- Рахметбай Телеубаев — Кокыш (дублировал Николай Граббе)
- Бакен Кыдыкеева — Кадича байбиче — старшая жена Жарасбая (дублировала Вера Енютина))
- Мухамедкали Таванов — Кайранбай (дублировал Виктор Файнлейб)
- Касымхан Шанин — Кучуков, переводчик ((дублировал Алексей Сафонов)
- Леонид Ясиновский — Дмитрий Карлович Петров (дублировал Алексей Алексеев)

## Съёмочная группа
- Авторы сценария: Асанали Ашимов, Аким Тарази, Болотбек Шамшиев
- Режиссёр: Болотбек Шамшиев
- Оператор: Марлест Туратбеков
- Композитор : Джон Тер-Татевосян
- Художник: Алексей Макаров
- Художник по гриму: Э. Котова

Фильм дублирован на киностудии имени М. Горького.

## Награды
- На VIII смотре-соревновании кинематографистов Средней Азии и Казахстана (Алма-Ата, 1969):
  - приз «Горный орел» и диплом I степени;
  - диплом актёру С. Чокморову за лучшее исполнение мужской роли.
- Приз и Вторая премия IV-го Всесоюзного кинофестиваля (Минск, 1970).